# Borough de comté
County borough
Pour les articles homonymes, voir Borough (homonymie).
Un county borough, traduit en français par borough de comté, est un terme introduit en 1889 au Royaume-Uni de Grande-Bretagne et d'Irlande (à l'exception de l'Écosse), pour désigner un borough ou une cité indépendante de l'administration d'un conseil de comté (county council). Les county boroughs ont été abolis par le Local Government Act 1972 en Angleterre et au pays de Galles, mais restent utilisés comme circonscription de lord-lieutenant et de sheriff en Irlande du Nord. En Irlande, ils existent toujours mais ont été renommés cities par le Local Government Act 2001 (en). Le Local Government (Wales) Act 1994 a réintroduit le terme pour certaines zones principales au pays de Galles. L'Écosse n'a pas eu de county boroughs mais des counties of cities, abolis en 1975.

## Angleterre et pays de Galles

### Histoire

#### Création
Lorsque les conseils de comtés (county councils) ont été créés en 1889, il a été décidé qu'il serait inapproprié de leur donner autorité sur de grandes villes et sur les cités. Par conséquent, toute localité non-incorporée de taille importante pourrait être un county borough, et donc indépendante du comté administratif sous l'autorité duquel elle serait trouvée autrement. Certaines villes et cités étaient déjà des comtés indépendants (counties corporate), et la plupart deviendraient des county boroughs. À l'origine, dix county boroughs devaient être créés : Bristol, Hull, Newcastle upon Tyne et Nottingham, qui étaient déjà des comtés, et Birmingham, Bradford, Leeds, Liverpool, Manchester et Sheffield, qui ne l'étaient pas. Le Local Government Act 1888 a fixé un seuil de 50 000 habitants, à l'exception des counties corporate existants. Il en résultait un total de 61 county boroughs en Angleterre et deux au pays de Galles. Plusieurs exceptions ont été accordées, essentiellement pour des villes historiques : Bath, Dudley et Oxford comptaient moins de 50 000 habitants lors du recensement de 1901. Certains des plus petits comtés indépendants (county corporate) — Berwick-upon-Tweed, Lichfield, Lincoln, Poole, Carmarthen et Haverfordwest — ne sont pas devenus des county boroughs, tandis que Canterbury, avec une population inférieure à 25 000, l'est devenue.

#### Croissance
Plusieurs nouveaux county boroughs ont été créés durant les décennies suivantes, de plus en plus de boroughs atteignant le seuil de 50 000 habitants et adoptant les textes nécessaires pour acquérir ce statut. L'attribution du statut de county borough était un sujet de discorde entre les municipal borough importants et les conseils de comté. Le seuil de population désincitait les conseils de comtés à permettre des fusions ou des agrandissements de districts qui créeraient des entités avec une population importante, car cela leur permettrait de demander le statut de county borough et de retirer au conseil de comté l'assiette fiscale correspondante.
Les county boroughs créés à cette époque comprennent des villes qui ont poursuivi ensuite leur croissance, comme Bournemouth et Southend-on-Sea. D'autres comme Burton upon Trent et Dewsbury n'ont pas connu une forte augmentation de population au-delà de 50 000. En 1913, les candidatures de Luton et Cambridge au statut de county borough sont refusées par la Chambre des communes, malgré l'approbation du Local Government Board — la sortie de Cambridge du Cambridgeshire aurait réduit de moitié les recettes du conseil de comté du Cambridgeshire.

#### Ralentissement
Sur recommandation d'une commission présidée par Richard Onslow, le seuil de population est augmenté à 75 000 en 1926, par le Local Government (County Boroughs and Adjustments) Act 1926 (en), qui rend également plus difficile l'extension des frontières. Le plancher de population est porté à 100 000 par le Local Government Act 1958 (en).
La viabilité du county borough de Merthyr Tydfil est mise en question dans les années 1930. À cause d'un déclin des industries lourdes de la ville, plus de la moitié de la population masculine y est sans emploi, entraînant une forte augmentation des taux d'impôts municipaux afin de leur fournir une aide publique. À la même époque, la population du borough est plus faible qu'à sa création en 1908. Une commission royale est nommée en mai 1935 pour déterminer si Merthyr Tydfil doit conserver son statut, et quel aménagements devraient être réalisés si cela n'était pas le cas. La commission rend ses conclusions au mois de novembre et recommande le retrait du statut et la prise en charge de l'assistance par le gouvernement central. Le statut de county borough est ainsi retiré, et le président du Welsh Board of Health est nommé conseiller administratif en 1936. Après la Seconde Guerre mondiale, la création de county boroughs en Angleterre et au pays de Galles est suspendue, en attendant une réforme de l'administration locale. Un livre blanc du gouvernement publié en 1945 affirme qu'« il est prévu qu'il y aura un certain nombre de projets d'extension ou de création de county boroughs » et propose de créer une commission pour coordonner une réforme de l'administration local. Le livre exclut en outre la création de nouveaux county boroughs dans le Middlesex « en raison de ses particularités ».
La Local Government Boundary Commission (en) est formée le 26 octobre 1945, sous la présidence de Sir Malcolm Trustram Eve (en), et rend son rapport en 1947. La Commission recommande de transformer les villes de 200 000 habitants ou plus en « nouveaux comtés » à un niveau d'administration, les nouveaux county boroughs peuplés de 60 000 à 200 000 habitants fourniraient l'essentiel des services locaux, les conseils de comté fournissant un nombre restreint de services. Le rapport envisage la création de 47 nouveaux comtés à deux niveaux, de 21 nouveaux comtés à un niveau et de 63 nouveaux county boroughs. Les recommandations de la commission s'étendent à une réforme de la répartition des compétences entre les différents d'administration locale, qui ne font pas partie de son mandat et n'ont pas été suivies d'effet.

#### Réforme partielle
Le Local Government Act 1958 crée la Local Government Commission for England (en) et la Local Government Commission for Wales (en) pour analyser les structures locales existantes et proposer des réformes. Bien que ces commissions n'aient pas achevé leur mission avant d'être dissoutes, une poignée de nouveaux county boroughs sont créés entre 1964 et 1968. Luton, Torbay, et Solihull acquièrent le statut de county boroughs. Le county borough de Teesside (en) est créé à partir de la fusion du county borough de Middlesbrough et des boroughs de Stockton-on-Tees et Redcar. Warley (en) est issu du county borough de Smethwick et des boroughs d'Oldbury et Rowley Regis. Enfin, West Hartlepool fusionne avec Hartlepool. Après ces réformes, l'Angleterre compte 79 county boroughs.

#### Abolition
Les county boroughs de East Ham (en), West Ham (en) et Croydon (en) sont dissous en 1965 avec la création du Grand Londres et intègrent des boroughs londoniens. Les county boroughs restants sont abolis en 1974 par le Local Government Act 1972, et remplacés par des districts non-métropolitains et des districts métropolitains, placés sous des conseils de comtés dans une structure à deux niveaux. Dans le Grand Londres et les comtés métropolitains, les districts obtiennent des compétences plus larges que dans les comtés non métropolitains

#### Réapparition
Cette situation n'a pas duré. En 1986, les conseils de comtés métropolitains et le Greater London Council sont abolis, rendant aux boroughs le statut de county borough. Durant les années 1990, la plupart des anciens county boroughs ont été transformés en autorités unitaires, pour l'essentiel identiques aux county borough. En Angleterre, la plupart des anciens county boroughs qui n'ont pas acquis ce nouveau statut (Barrow-in-Furness, Burnley, Canterbury, Carlisle, Chester, Eastbourne, Exeter, Gloucester, Great Yarmouth, Hastings, Ipswich, Lincoln, Northampton, Norwich, Oxford, Preston, et Worcester) ont donné leur nom à des districts non-unitaires (leur territoire coïncide avec celui de l'ancien county borough dans certains cas, ou est plus étendu dans d'autres). Burton upon Trent est devenu une unparished area (en) du borough d'East Staffordshire et a ensuite été scindé en deux paroisses.
Au pays de Galles plusieurs zones principales sont des boroughs de comté :
- Newport (a obtenu le statut de city en 2002)
- Merthyr Tydfil
- Caerphilly
- Blaenau Gwent
- Torfaen
- Vale of Glamorgan
- Bridgend
- Rhondda Cynon Taf
- Neath Port Talbot
- Wrexham
- Conwy

En pratique, les county boroughs sont identiques aux aires principales appelées comtés. Elles sont toutes administrées par des autorités unitaires.

### County boroughsen 1973
La carte ci-dessous décrit les county boroughs en Angleterre (à l'exception du Monmouthshire) juste avant leur abolition en 1974.
Le tableau ci-dessous dresse une liste les county boroughs ayant existé en Angleterre et au pays de Galles entre les Local Government Acts of 1888, qui les a créés, et 1972, qui les a abolis.
| County borough      | Création | Associated county                               | Population au recensement de 1971 | Successeurs en 1974                                          | Successeurs en 1974         |
| ------------------- | -------- | ----------------------------------------------- | --------------------------------- | ------------------------------------------------------------ | --------------------------- |
| Barnsley            | 1913     | West Riding of Yorkshire                        | 75439                             | Barnsley MB (partie)                                         | Yorkshire du Sud            |
| Barrow-in-Furness   | 1889     | Lancashire                                      | 64039                             | Barrow (partie)                                              | Cumbria                     |
| Bath                | 1889     | Somerset                                        | 84686                             | Bath                                                         | Avon                        |
| Birkenhead          | 1889     | Cheshire                                        | 137889                            | Wirral MB (partie)                                           | Merseyside                  |
| Birmingham          | 1889     | Warwickshire                                    | 1,014,773                         | Birmingham MD (partie)                                       | Midlands de l'Ouest         |
| Blackburn           | 1889     | Lancashire                                      | 101,802                           | Blackburn (partie)                                           | Lancashire                  |
| Blackpool           | 1904     | Lancashire                                      | 151,871                           | Blackpool                                                    | Lancashire                  |
| Bolton (en)         | 1889     | Lancashire                                      | 154223                            | Bolton MB (partie)                                           | Grand Manchester            |
| Bootle              | 1889     | Lancashire                                      | 74304                             | Sefton MB (partie)                                           | Merseyside                  |
| Bournemouth         | 1900     | Hampshire                                       | 153861                            | Bournemouth                                                  | Dorset                      |
| Bradford            | 1889     | West Riding of Yorkshire                        | 294164                            | Bradford MB (partie)                                         | Yorkshire de l'Ouest        |
| Brighton            | 1889     | Sussex                                          | 161350                            | Brighton                                                     | Sussex de l'Est             |
| Bristol             | 1889     | Gloucestershire ‡                               | 426653                            | Bristol                                                      | Avon                        |
| Burnley             | 1889     | Lancashire                                      | 76489                             | Burnley (en) (partie)                                        | Lancashire                  |
| Burton upon Trent   | 1901     | Staffordshire                                   | 50211                             | East Staffordshire (partie) †                                | Staffordshire               |
| Bury (en)           | 1889     | Lancashire                                      | 67870                             | Bury MB (partie)                                             | Grand Manchester            |
| Canterbury          | 1889     | Kent                                            | 33155                             | Canterbury (partie)                                          | Kent ‡                      |
| Cardiff             | 1889     | Glamorgan                                       | 279046                            | Cardiff (partie)                                             | South Glamorgan             |
| Carlisle (en)       | 1915     | Cumberland                                      | 71580                             | Carlisle (partie)                                            | Cumbria                     |
| Chester             | 1889     | Cheshire ‡                                      | 62923                             | Chester (en) (partie)                                        | Cheshire                    |
| Coventry            | 1889     | Warwickshire                                    | 335,260                           | Coventry MB (partie)                                         | Midlands de l'Ouest         |
| Darlington          | 1915     | Durham                                          | 85916                             | Darlington (partie)                                          | Durham                      |
| Derby               | 1889     | Derbyshire                                      | 219578                            | Derby                                                        | Derbyshire                  |
| Dewsbury            | 1913     | West Riding of Yorkshire                        | 51354                             | Kirklees MB (partie)                                         | Yorkshire de l'Ouest        |
| Doncaster           | 1927     | West Riding of Yorkshire                        | 82671                             | Doncaster MB (partie)                                        | Yorkshire du Sud            |
| Dudley (en)         | 1889     | Worcestershire jusqu'en 1966 puis Staffordshire | 185592                            | Dudley MB (partie)                                           | Midlands de l'Ouest         |
| Eastbourne          | 1911     | Sussex                                          | 70949                             | Eastbourne                                                   | Sussex de l'Est             |
| Exeter              | 1889     | Devon ‡                                         | 95711                             | Exeter                                                       | Devon                       |
| Gateshead           | 1889     | Durham                                          | 94464                             | Gateshead MB (partie)                                        | Tyne and Wear               |
| Gloucester          | 1889     | Gloucestershire ‡                               | 90223                             | Gloucester                                                   | Gloucestershire             |
| Grimsby             | 1891     | Lincolnshire                                    | 95502                             | Grimsby                                                      | Humberside                  |
| Halifax             | 1889     | West Riding of Yorkshire                        | 91263                             | Calderdale MB (partie)                                       | Yorkshire de l'Ouest        |
| Hartlepool          | 1967     | Durham                                          | 97082                             | Hartlepool (partie)                                          | Cleveland                   |
| Hastings            | 1889     | Sussex                                          | 72414                             | Hastings                                                     | Sussex de l'Est             |
| Huddersfield        | 1889     | West Riding of Yorkshire                        | 131188                            | Kirklees MB (partie)                                         | Yorkshire de l'Ouest        |
| Ipswich (en)        | 1889     | Suffolk                                         | 123297                            | Ipswich                                                      | Suffolk                     |
| Kingston-upon-Hull  | 1889     | Yorkshire, East Riding ‡                        | 285965                            | Kingston upon Hull                                           | Humberside                  |
| Leeds (en)          | 1889     | West Riding of Yorkshire                        | 496036                            | Leeds MB (partie)                                            | Yorkshire de l'Ouest        |
| Leicester           | 1889     | Leicestershire                                  | 284208                            | Leicester                                                    | Leicestershire              |
| Lincoln             | 1889     | Lincolnshire ‡                                  | 77077 (1961)                      | Lincoln                                                      | Lincolnshire                |
| Liverpool           | 1889     | Lancashire                                      | 610114                            | Liverpool                                                    | Merseyside                  |
| Luton               | 1964     | Bedfordshire                                    | 161400                            | Luton                                                        | Bedfordshire                |
| Manchester          | 1889     | Lancashire                                      | 543741                            | Manchester MB (partie)                                       | Grand Manchester            |
| Merthyr Tydfil      | 1908     | Glamorgan                                       | 55283                             | Merthyr Tydfil                                               | Mid Glamorgan               |
| Newcastle upon Tyne | 1889     | Northumberland ‡                                | 222172                            | Newcastle upon Tyne MB (partie)                              | Tyne and Wear               |
| Newport             | 1891     | Monmouthshire (en)                              | 112298                            | Newport                                                      | Gwent                       |
| Northampton         | 1889     | Northamptonshire                                | 126597                            | Northampton (partie)                                         | Northamptonshire            |
| Nottingham          | 1889     | Nottinghamshire ‡                               | 300675                            | Nottingham                                                   | Nottinghamshire             |
| Norwich             | 1889     | Norfolk ‡                                       | 122093                            | Norwich                                                      | Norfolk                     |
| Oldham (en)         | 1889     | Lancashire                                      | 105922                            | Oldham MB (partie)                                           | Grand Manchester            |
| Oxford              | 1889     | Oxfordshire                                     | 108834                            | Oxford                                                       | Oxfordshire                 |
| Plymouth            | 1889     | Devon                                           | 239467                            | Plymouth                                                     | Devon                       |
| Portsmouth          | 1889     | Hampshire                                       | 197453                            | Portsmouth                                                   | Hampshire                   |
| Preston (en)        | 1889     | Lancashire                                      | 98091                             | Preston (partie)                                             | Lancashire                  |
| Reading             | 1889     | Berkshire                                       | 132978                            | Reading                                                      | Berkshire                   |
| Rochdale (en)       | 1889     | Lancashire                                      | 91461                             | Rochdale MB (partie)                                         | Grand Manchester            |
| Rotherham           | 1902     | West Riding of Yorkshire                        | 84800                             | Rotherham MB (partie)                                        | Yorkshire du Sud            |
| St Helens           | 1889     | Lancashire                                      | 104326                            | St Helens MB (partie)                                        | Merseyside                  |
| Salford (en)        | 1889     | Lancashire                                      | 131,006                           | Salford MB (partie)                                          | Grand Manchester            |
| Sheffield           | 1889     | West Riding of Yorkshire                        | 520308                            | Sheffield MB (partie)                                        | Yorkshire du Sud            |
| Solihull            | 1964     | Warwickshire                                    | 107086                            | Solihull MB (partie)                                         | Midlands de l'Ouest         |
| Southampton         | 1889     | Hampshire ‡                                     | 215131                            | Southampton                                                  | Hampshire                   |
| Southend-on-Sea     | 1914     | Essex                                           | 162735                            | Southend-on-Sea                                              | Essex                       |
| Southport           | 1905     | Lancashire                                      | 84524                             | Sefton MB (partie)                                           | Merseyside                  |
| South Shields       | 1889     | Durham                                          | 100676                            | South Tyneside MB (partie)                                   | Tyne and Wear               |
| Stockport (en)      | 1889     | Cheshire                                        | 139598                            | Stockport MB (partie)                                        | Grand Manchester            |
| Stoke-on-Trent      | 1910     | Staffordshire                                   | 265258                            | Stoke-on-Trent                                               | Staffordshire               |
| Sunderland          | 1889     | Durham                                          | 217075                            | Sunderland MB (partie)                                       | Tyne and Wear               |
| Swansea             | 1889     | Glamorgan                                       | 173355                            | Swansea (partie)                                             | West Glamorgan              |
| Teesside (en)       | 1968     | Yorkshire, North Riding                         | 396,233                           | Middlesbrough (partie) Stockton (partie) Langbaurgh (partie) | Cleveland                   |
| Torbay              | 1968     | Devon                                           | 109260                            | Torbay                                                       | Devon                       |
| Tynemouth           | 1904     | Northumberland                                  | 69339                             | North Tyneside MB (partie)                                   | Tyne and Wear               |
| Wakefield           | 1915     | West Riding of Yorkshire                        | 59591                             | Wakefield MB (partie)                                        | Yorkshire de l'Ouest        |
| Wallasey            | 1913     | Cheshire                                        | 97216                             | Wirral MB (partie)                                           | Merseyside                  |
| Walsall             | 1889     | Staffordshire                                   | 184734                            | Walsall MB (partie)                                          | Midlands de l'Ouest         |
| Warley (en)         | 1966     | Worcestershire                                  | 163567                            | Sandwell MB (partie)                                         | Midlands de l'Ouest         |
| Warrington (en)     | 1900     | Lancashire                                      | 68322                             | Warrington (partie)                                          | Cheshire                    |
| West Bromwich       | 1889     | Staffordshire                                   | 166592                            | Sandwell MB (partie)                                         | West Midlands               |
| Wigan (en)          | 1889     | Lancashire                                      | 81144                             | Wigan MB (partie)                                            | Grand Manchester            |
| Wolverhampton       | 1889     | Staffordshire                                   | 269112                            | Wolverhampton MB                                             | West Midlands               |
| Worcester           | 1889     | Worcestershire ‡                                | 73454                             | Worcester (partie)                                           | Hereford and Worcester (en) |
| Yarmouth            | 1889     | Norfolk                                         | 50236                             | Great Yarmouth (partie)                                      | Norfolk                     |
| York                | 1889     | West Riding of Yorkshire ‡                      | 104783                            | York                                                         | Yorkshire du Nord           |

‡ ces boroughs étaient des counties corporate et étaient séparés de leur comté pour certaines compétences (shériff, administration de la justice).

† avait des Charter Trustees (en)
Seuls quatre districts ont été formés à partir de plus d'un county borough : Wirral, Sandwell, Sefton et Kirklees. Ailleurs, les county boroughs ont en général formé l'essentiel ou la totalité d'un district homonyme. Seules exceptions : Halifax, qui a formé le district métropolitain de Calderdale, Burton upon Trent, devenu une composante du district d'East Staffordshire, et Teesside, scindé en trois districts non-metropolitains.

## Irlande du Nord
Les county boroughs de Belfast et Londonderry sont créés par le Local Government (Ireland) Act 1898 (en). Les county boroughs ne sont plus utilisés en administration locale depuis 1973, mais restent des circonscriptions de lord-lieutenant. Pour l'administration locale, les deux county boroughs ont été remplacés par deux districts plus vastes, Belfast et Londonderry, renommé plus tard Derry.

## République d'Irlande
Le Local Government (Ireland) Act 1898 (en) a créé les county boroughs en Irlande. Quatre anciens counties corporate (Cork, Dublin, Limerick et Waterford) ont été transformés en county boroughs par ce texte. Galway est devenu un county borough en 1986.
En république d'Irlande, cette législation, bien qu'amendée, est resté en vigueur jusqu'en 2001. Le Local Government Act 2001 (en) réforme l'essentiel de la législation de l'administration locale irlandaise. Le terme county borough est remplacé par city, et corporation par City Council. Cependant, Kilkenny, alors une cité (city), est administré comme une ville (town) et composante d'un territoire administré par un conseil de comté. Il est toutefois permis d'employer le titre Borough Council au lieu de Town Council.